# Rodrigo Asturias Amado
Rodrigo Asturias Amado (30 de octubre de 1939 - 15 de junio de 2005) fue un líder de la guerrilla y político guatemalteco. Es conocido por haber sido el Comandante en Jefe y uno de los fundadores de la Organización del Pueblo en Armas.

## Biografía
Rodrigo Asturias Amado nació en la ciudad de Guatemala el 30 de octubre de 1939, hijo primogénito del escritor ganador del Premio Nobel de Literatura de 1967, Miguel Ángel Asturias, y de Clemencia Amado. Estudió Derecho en la ciudad de La Plata, Argentina y viajó por el Cono Sur.
En los años 60, se intenta incorporar al movimiento de resistencia y fue arrestado en la localidad de Concua, en Guatemala. El gobierno militar de Miguel Ydígoras Fuentes lo juzga y condena a prisión en la cárcel de la ciudad de Salamá. 
Al salir en libertad, residir en Guatemala se hizo cada vez más difícil para él y su familia. Fue secuestrado por las fuerzas de seguridad, mientras daba clases en la universidad, su cuerpo lastimado fue tirado al río que limita con México, y gracias a que era un buen nadador, logra salvar su vida, llegando al lado mexicano en donde solicita asilo político.
Viviendo en México, trabajó en el Fondo de Cultura Económica y fue gerente de siglo XXI desde su creación hasta los años 70.  
Retorna a Guatemala de forma clandestina, para unirse al moviendo armado. En 1971, fue cofundador de la Organización Revolucionaria del Pueblo en Armas —ORPA—. Eligió su nombre de guerra de un personaje mítico del libro Hombres de Maíz: Gaspar Ilom, una de las novelas de su padre, que representa la cosmovisión maya que defiende al maíz para su consumo y no para su comercialización. En 1982, cuatro grupos guerrilleros crean la Unidad Revolucionaria Nacional Guatemalteca —URNG—, siendo Rodrigo Asturias  uno de sus cuatro dirigentes. Participó en las negociaciones para la firma de la paz de 1996, que tuvieron lugar en Europa y México. Es el autor de Racismo I y Racismo II lo cual da cuenta de la discriminación racial hacia los indígenas guatemaltecos y la explotación basada en el racismo.
Luego de la firma la paz de 1996, la URNG se conforma como partido político, Rodrigo Asturias Amando fue elegido candidato a presidente para las elecciones presidenciales del 2003; su compañero de fórmula a la vicepresidencia fue Pablo Ceto.